# Rallye Irland
Die Rallye Irland wurde am 15. November 2007 mit einem Sonderwertungslauf in Belfast erstmals als Lauf zur Rallye-Weltmeisterschaft ausgetragen, nachdem die beiden Testveranstaltungen der Jahre 2005 und 2006 von der FIA positiv bewertet wurden. Der Streckenverlauf zog sich weitgehend durch den Nordwesten und Norden der Grünen Insel. Die Wertungsprüfungen wurden sowohl in der Republik Irland (beispielsweise WPs der früheren Donegal-Rallye) als auch in Nordirland ausgefahren. Das Rallye-Hauptquartier befand sich wie erwartet in der Stadt Sligo.
Gefahren wurde zumeist auf einem sehr welligen Asphalt, der durch das gewohnt feuchte irische Wetter für tückische Straßenverhältnisse sorgte. Dadurch war die Rallye von einer relativ hohen Ausfallquote geprägt.

## Gesamtsieger
| Jahr   | Rallye                | Fahrer            | Beifahrer         | Auto                    |
| ------ | --------------------- | ----------------- | ----------------- | ----------------------- |
| 2005 1 | 1. Rally Ireland 2005 | Matthew Wilson    | Michael Orr       | Ford Escort RS WRC 2004 |
| 2006 1 | 2. Rally Ireland 2006 | Eugene Donnelly   | Paul Kiely        | Toyota Corolla WRC      |
| 2007   | 3. Rally Ireland 2007 | Sébastien Loeb    | Daniel Elena      | Citroën C4 WRC          |
| 2008   | nicht ausgetragen     | nicht ausgetragen | nicht ausgetragen | nicht ausgetragen       |
| 2009   | 4. Rally Ireland 2009 | Sébastien Loeb    | Daniel Elena      | Citroën C4 WRC          |

1 kein WM-Status